# Lovreck
A Lovreck magyar power/thrash metal együttes, amelyet Lovrek Krisztián alapított 2010-ben Budapesten. A zenekarnak eddig két lemeze jelent meg: a Lélek-Gyilkos (2011) és A Remény Rabszolgája (2014). Magyar nyelven énekelnek. Az együttessel 2011-ben interjút készített Jáksó László a Class FM-en.
Krisztián korábban a komlói "Illusion" nevű együttesben játszott. 2012-ben a Marshall Gitárverseny megnyerésével az erősítőgyártó cég arca lett.
Zenei stílusukat "intellektuális metal" névvel illetik.

## Tagok
- Lovrek Krisztián - ének, gitár
- Kárpáti Zoltán Zalán - gitár, vokál
- Farkas István - basszusgitár (2011-2012)
- Horváth Gábor - basszusgitár (2010, 2012-2015)
- Veress Márton - dob (2010)
- Károlyi Zoltán - dob (2011-2012)
- Gerendás Dániel - dob (2012-2015)

## Diszkográfia
- Lélek-Gyilkos (2011)
- A Remény Rabszolgája (2014)